# Paul Galland
Paul Galland (Novembro 1919 — 31 de Outubro de 1942) foi um piloto alemão da Luftwaffe durante a Segunda Guerra Mundial. Abateu 17 aeronaves inimigas, o que fez dele um ás da aviação. Era irmão de um dos maiores ases da história da aviação, Adolf Galland. Participou em 107 missões aéreas.
O Tenente Galland juntou-se à JG 26, comandada pelo irmão Adolf, em Fevereiro de 1941. Alcançou a sua primeira vitória a 6 de Julho, abatendo um Spitfire, e no final de 1941 já havia abatido três. Alcançou a sua décima vitória a 3 de Maio de 1942, abatendo um Spitfire sob os céus de Calais.
No dia 31 de Outubro de 1942, Galland participou na escolta num ataque de bombardeiros, de dia, à zona de Canterbury. Os Spitfire que foram chamados para atacar os alemães nesse dia entraram em combate com as aeronaves. Galland entrou em combate aéreo e acabou por ser abatido, a bordo do seu Fw 190 A-4.